# Edmund Sharpe
Pour les articles homonymes, voir Sharpe.
Edmund Sharpe, née le 31 octobre 1809 à Knutsford et mort le 8 mai 1877 à Milan, était un architecte et ingénieur de chemins de fer britannique. Il commence sa carrière professionnelle par le métier d'architecte, il construit principalement des églises et devient un spécialiste de l'architecture religieuse médiévale. En 1851 il abandonne ce métier et consacre le reste de sa vie aux chemins de fer en Angleterre, mais aussi sur le continent notamment en Suisse et en France.

## Biographie
Edmund Sharpe est né à Knutsford le 31 octobre 1809. En 1823, il obtient une bourse pour un voyage de trois années d'études, qu'il effectue en Allemagne, à Prague et en France, il est diplômé en 1833 et obtient une maîtrise en 1836, année où il ouvre son propre cabinet d'architecture à Lancaster . Durant sa carrière comme architecte, il réalise principalement des églises, environ 35, dans des styles néoroman et néogothique.
Il participe à la vie politique de Lancaster en devenant conseiller en 1841 et maire de 1848 à 1849, il publie son premier ouvrage : Architectural Parallels en 1844. Il achète la fonderie Phoenix à Lancaster en 1850 et met un terme à son activité d'architecte en 1851. Il s'intéresse aux chemins de fer dès les années 1830, il s'occupe notamment de la construction du chemin de fer de Conwy à Llanrwst, puis il va à Genève construire un tramway à traction hippomobile. En France, il obtient la concession d'un chemin de fer de Perpignan à Prades le 29 août 1863. Installé à Perpignan, il commence la construction avant de céder la concession à la Compagnie du chemin de Fer de Perpignan à Prades, mais il s'occupe de l'exploitation des sections livrées par l'intermédiaire d'une société fermière. Le 9 avril 1874, il obtient la concession d'une mine de fer située sur le territoire de la commune d'Escaro, dans les Pyrénées-Orientales : d'une superficie de 102 hectares, celle-ci prend le nom de concession d'Escaro-Sud. Après son décès, ses enfants et héritiers en cèdent la propriété en 1885 à la société Jacob Holtzer et Cie.
Edmund Sharpe décède lors d'un voyage, le 8 mai 1877 à Milan. Il est enterré au cimetière de Lancaster, un monument à sa mémoire est édifié dans l'église Saint-Paul à Scotforth.

## Réalisations
- List of architectural works by Edmund Sharpe (en) (Liste des œuvres architecturales par Edmund Sharpe)

## Publications
- (en) Architectural Parallele, 1847.
- (en) A treatise on the rise and progress of decorated window tracery in England, volume 1, J. Van Voorst, 1849, 111 pages.
- (en) The seven periods of English architecture defined ad illustrated, G. Bell, 1851, 37 pages.
- (en) A letter on branch railways addressed to the Right Honourable Lord Stanley of Alderley, President of the Board of Trade, &c. &c. &c. containing suggestions for the creation of a system of secondary railways for the agricultural districts, Simpkin, Marshall, & Co., 1857, 36 pages.

## Distinctions
- Médaille d'or du Royal Institute of British Architects[7]
- Membre de l'Institut archéologique de Grande-Bretagne et d'Irlande[7] (1875)